# Ново-Толмацкая
Ново-Толмацкая  — опустевшая деревня в Уржумском районе Кировской области в составе Уржумского сельского поселения.

## География
Находится на правом берегу реки Буй на расстоянии примерно 6 километров на запад-северо-запад от районного центра города Уржум.

## История
Известна была с 1873 года, когда здесь (тогда деревня Новосельское) учтено было дворов 29 и жителей 227, в 1905 (уже починок Ново-Толматский) 54 и 477, в 1926 79 и 373, в 1950 80 и 278 соответственно. В 1989 году оставалось 27 постоянных жителей. 

## Население
Постоянное население  составляло 21 человек (русские 100%) в 2002 году, 0 в 2010.